# 首都大戏院
首都大戏院，原名解放电影院、解放艺术电影院，是江苏省南京市的电影院，位于夫子庙贡院街84号。

## 历史
该建筑由黄檀甫设计，1927年筹建，建成于1931年，名为首都大戏院，1949年改名为解放电影院，1980年代末改名为解放艺术电影院。2005年停业。2013年纳入拆迁范围，但2014年确认不拆，经修缮后又改回“首都大戏院”原名。